# Василий Ярославич (князь владимирский)
Васи́лий Яросла́вич (1236/1241—1276) — князь костромской, великий князь владимирский (1272—1276). Младший сын Ярослава Всеволодовича, великого князя киевского и владимирского. Внук великой княгини Владимирской преподобной Марии (Ясыни).

## Биография
Родился в городе Владимире. До смерти старшего брата тверского князя Ярослава Ярославича княжил в Костроме. Когда новгородцы в 1270 году решили призвать на княжение переяславского князя Дмитрия Александровича, и Ярослав Ярославич вместе с Дмитрием и Глебом Смоленским выступил против Новгорода, Василий выступил миротворцем, совершив визит в Орду. Когда Ярослав умер по пути из Орды, Василий стал великим князем. Однако новгородцы вновь призвали Дмитрия, и тот на этот раз согласился на их предложение. Тогда Василий выступил против новгородцев и вынудил их признать его князем.
В 1268 году Василий женился, венчал его в церкви Феодора Стратилата в Костроме епископ Ростовский Игнатий.
Зимой 1274/1275 годов хан Менгу-Тимур провёл большой поход против Литвы. По пути туда были разорены смоленские земли, обратно — курские. В княжение Василия была проведена вторая (в Смоленске первая) перепись населения Руси для уплаты дани. В правление князя в 1274 году был созван Собор русских епископов для восстановления церковных уставов.
По преданию, во время охоты в окрестностях Костромы в лесу на реке Запрудне Василию Ярославичу «на соснове древе» явилась икона Божией Матери, которую перенесли в церковь Феодора Стратилата. Со временем образ, ставший главной святыней Костромы, стал называться Феодоровской иконой Божией Матери. На месте явления иконы Василий Ярославич основал Спасо-Запрудненский монастырь.

Василий умер в Костроме в январе 1276 года, прокняжив всего четыре года. Тело его погребено там же, в церкви Феодора Стратилата, придельной к Успенскому собору. Великое княжение перешло к Дмитрию.

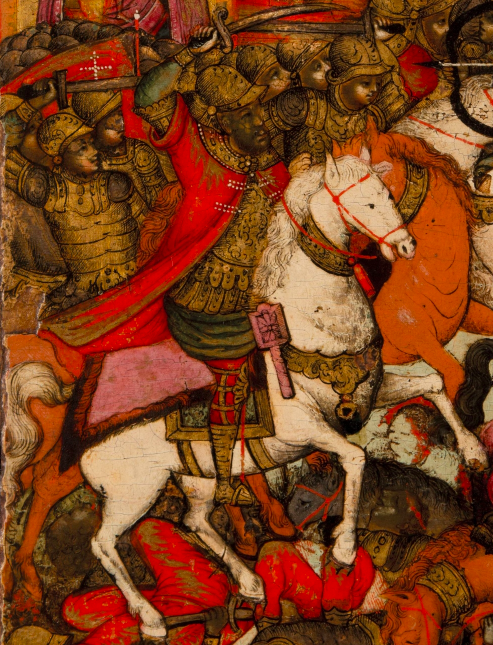
Василий Ярославич Костромской в битве с татарами на Святом озере
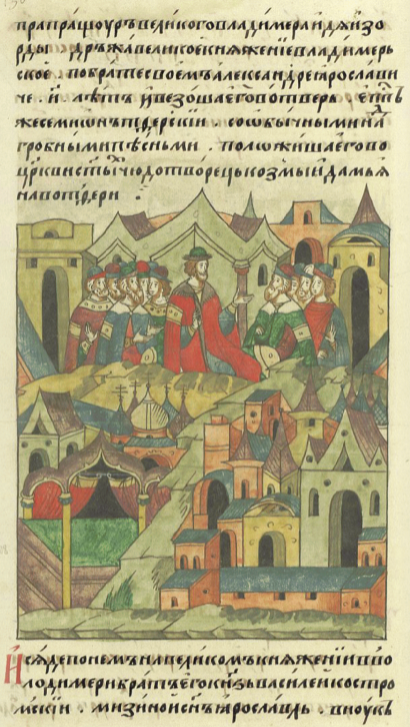
Вокняжение Василия во Владимире